# Кабю, Жан
Жан Кабю́ (фр. Jean Cabut; 13 января 1938, Конфлан-Сент-Онорин — 7 января 2015, Париж) — французский карикатурист.
Был известен под псевдонимом «Кабю» (фр. Cabu). Сотрудник парижского сатирического журнала Charlie Hebdo.

## Карьера
Изучать искусство начал в «École Estienne». Впервые его творчество было опубликовано в 1954 году в местной газете. Воевал в  Алжире, где рисовал иллюстрации для журнала Paris Match. После окончания службы стал одним из основателей журнала Hara-Kiri. В 1980-х годах сотрудничал с детской телепередачей «Récré A2», параллельно совмещая работу в Charlie Hebdo и Le Canard enchaîné.
С сентября 2006 по 2007 года проводил выставку карикатур «Кабю и Париж» в Отель-де-Виль. Тогда же о нем сняли фильм для канала «France 5» — «Кабю, неполиткорректный».
Убит в результате стрельбы в парижской штаб-квартире Charlie Hebdo 7 января 2015 года.

## Семья
Являлся отцом французского певца и автора песен Mano Solo (24 апреля 1963 — 10 января 2010).

## Работы

### Альбомы
- Серия Le Grand Duduche
  1. Le Grand Duduche (1967, Dargaud)
  2. Il lui faudrait une bonne guerre !… (1972, Dargaud)
  3. L’Ennemi intérieur (1973, Le Square)
  4. Le Grand Duduche en vacances (1974, Le Square)
  5. Passe ton bac, après on verra ! (1980
  6. Maraboud’ficelle 1980, Dargaud)
  7. À bas la mode ! (1981, Dargaud)
  8. Le Grand Duduche et la fille du proviseur (1982, Dargaud)
- Серия Catherine
  1. Le Journal de Catherine (1970, Le Square)
  2. Catherine saute au paf ! (1978, Le Square)
- Les Aventures de madame Pompidou (1972, Le Square)
- Серия Mon beauf
  1. Mon beauf’ (1976, Le Square)
  2. La France des beaufs (1979, Le Square)
  3. Mitterrand et son beauf (1984, Albin Michel)
  4. À consommer avec modération (1989, Albin Michel)
  5. Les nouveaux beaufs sont arrivés (1992, Le Cherche midi)

L’Intégrale beauf (октябрь 2014, Michel Lafon)
- Inspecteur la bavure (1981, Albin Michel)
- Le Nez de Dorothée (1986, Flammarion)
- Серия Tonton
  1. Tonton roi de France (1988, Belfond)
  2. Tonton accro (1988, Albin Michel)
  3. Tonton la-terreur (1991, Albin Michel)
  4. Adieu Tonton (1992, Albin Michel)
- Le Gros Blond avec sa chemise noire (1988, Albin Michel)
- Les Interdits de Cabu (1989, Albin Michel)
- Mort aux vieux ! (1989, Albin Michel)
- Cabu au Canard enchaîné (1989, Albin Michel)
- Les abrutis sont parmi nous (1992, Albin Michel)
- Responsables mais pas coupables ! (1993, Albin Michel)
- Secrets d’État (1994, Albin Michel)
- Les Aventures épatantes de Jacques Chirac (1996, Albin Michel)
- Vas-y Jospin ! (1999, Albin Michel)
- À gauche toute ! (2000, Albin Michel)
- C’est la faute à la société (2008, 12 bis)
- Mai 68 (collectif, 2008, Michel Lafon)

### Коллективные
- Élevons le débat, Charlie Hebdo 2009—2010, Les Échappés
- Plus belle la crise !, Charlie Hebdo 2008—2009, Les Échappés
- Liberté Égalité Fraternité, Charlie Hebdo 2007-2008, Les Échappés
- Les Brèves de Charlie Hebdo (3 тома), 2008-2009-2010, Les Échappés

### Разное
- Ouvrez le massacre с Жан-Мари, 1977